# Sabel·li
Sabel·li (Sabellius) fou un heresiarca del segle iii probablement originari de Líbia (Teodoret afegeix que de la Pentàpolis Líbia). Segons Abul Faradj (que el fa de Bizanci) vivia vers el 252/253. La seva heretgia, de vegades anomenada Monarquianisme, desenvolupada inicialment a Líbia, es va estendre a la seva mort. Els seus seguidors formaven la secta dels Modalistes o Sabel·lians
Segons la seva concepció, només hi havia una hipòstasi o persona amb natura divina, que rebia tres noms (Pare, Fill i Esperit Sant) i comparava la seva creença al Sol: un element únic que produïa llum (Fill), produïa calor (Esperit Sant) i existia com a substància (Pare). La seva teoria s'aproximava molt a la de Noet. Els noecians i els sabel·lians van ser sovint confosos.